# Liste der Baudenkmäler in Wattendorf
Auf dieser Seite sind die Baudenkmäler in der oberfränkischen Gemeinde Wattendorf zusammengestellt. Diese Tabelle ist eine Teilliste der Liste der Baudenkmäler in Bayern. Grundlage ist die Bayerische Denkmalliste, die auf Basis des Bayerischen Denkmalschutzgesetzes vom 1. Oktober 1973 erstmals erstellt wurde und seither durch das Bayerische Landesamt für Denkmalpflege geführt wird. Die folgenden Angaben ersetzen nicht die rechtsverbindliche Auskunft der Denkmalschutzbehörde.
 Diese Liste gibt den Fortschreibungsstand vom 6. November 2020 wieder und enthält 13 Baudenkmäler.

## Baudenkmäler nach Gemeindeteilen

### Wattendorf
| Lage                        | Objekt                              | Beschreibung | Akten-Nr.    | Bild           |
| --------------------------- | ----------------------------------- | --- | ------------ | -------------- |
| Brunnenleite (Standort)     | Bildstock                           | Korinthische Säule mit Pflanzenornamenten, vierseitiger Aufsatz mit Reliefdarstellungen in Rundbogennischen, Steinkreuz, bezeichnet „1724“, wohl von Johann Georg Burckhart | D-4-71-209-6 | BW             |
| Hauptstraße 21 (Standort)   | Landgast- und Bauernhaus            | Obergeschoss Fachwerk, verputzt, Satteldach giebelständig, 18. Jahrhundert                                                                                                  | D-4-71-209-3 | BW             |
| Hauptstraße 22 (Standort)   | Bauernhaus                          | Eingeschossiger Massivbau mit Frackdach, um 1800 | D-4-71-209-4 | BW             |
| Hauptstraße 22 (Standort)   | Austragshaus                        | Um 1800 | D-4-71-209-4 | BW             |
| Kirchberg 11 (Standort)     | Katholische Pfarrkirche St. Barbara | Saalkirche mit Satteldach, eingezogener Chor, Sakristeianbau, Chorturm mit Spitzhelm, 15. Jahrhundert, 1829, 1896 und 1948 verändert; mit Ausstattung                       | D-4-71-209-5 | weitere Bilder |
| Kr BA 28 (Standort)         | Bildstock, sogenannte Eiserne Hand  | Vierkantschaft, Aufsatz mit leeren Bildnischen und Blechbekrönung, bezeichnet „1894“                                                                                        | D-4-71-209-7 | weitere Bilder |
| Nähe Hauptstraße (Standort) | Kruzifix                            | 19./20. Jahrhundert | D-4-71-209-8 | Kruzifix       |

### Bojendorf
| Lage                            | Objekt       | Beschreibung                                                                                   | Akten-Nr.     | Bild      |
| ------------------------------- | ------------ | ---------------------------------------------------------------------------------------------- | ------------- | --------- |
| Bojendorf 3 (Standort)          | Wohnstallbau | Obergeschoss Fachwerk, Verschieferung mit Silbermalerei, Satteldach, frühes 19. Jahrhundert    | D-4-71-209-9  | BW        |
| Brunnsteig; Haseneck (Standort) | Bildstock    | Sandstein, toskanische Säule, vierseitiger Aufsatz mit leeren Bildfeldern, 17./18. Jahrhundert | D-4-71-209-11 | Bildstock |

### Gräfenhäusling
| Lage                         | Objekt                                     | Beschreibung | Akten-Nr.     | Bild           |
| ---------------------------- | ------------------------------------------ | --- | ------------- | -------------- |
| Gräfenhäusling 8 (Standort)  | Kreuzigungsgruppe                          | Sandstein, neubarock, um 1890 | D-4-71-209-13 | BW             |
| Gräfenhäusling 41 (Standort) | Katholische Filialkirche St. Christopherus | Massiver Saalbau mit Walmdach, Chor eingezogen, Fassadenturm, Turmobergeschoss oktogonal, welsche Haube, neubarock, 1921–22 von Otto Schulz; mit Ausstattung | D-4-71-209-12 | weitere Bilder |
| Lücken (Standort)            | Tabernakelbildstock                        | Sandstein, neuklassizistisch, bezeichnet „1901“ | D-4-71-209-17 | BW             |

### Mährenhüll
| Lage | Objekt     | Beschreibung | Akten-Nr.     | Bild |
| --- | ---------- | --- | ------------- | ---- |
| Mährenhüll 1 (Standort) | Kleinstall | Eingeschossiger Fachwerkbau mit Satteldach, 18./19. Jahrhundert                                                    | D-4-71-209-14 | BW   |
| Mühlweg; Von Mährenhüll nach Schederndorf, von der GV-Straße Mährenhüll-Großziegenfeld nach Schederndorf; am Ortsrand westlich in der Flur (Standort) | Bildstock  | Sandstein, vierseitiger Aufsatz mit Dreifaltigkeit, um 1730 von Johann Georg Burckhart, Säulenschaft wohl erneuert | D-4-71-209-15 | BW   |